# Příznivé číslo
Příznivé číslo (anglicky lucky number) je v matematice definováno následovně.

## Definice
Začneme s posloupností přirozených čísel:
```
1
, 
2
, 
3
, 
4
, 
5
, 
6
, 
7
, 
8
, 
9
, 
10
, 
11
, 
12
, 
13
, 
14
, 
15
, 
16
, 
17
, 
18
, 
19
, 
20
, 
21
, 
22
, 
23
, 
24
, 
25
, 
…
```

Nyní odstraníme každé druhé číslo, tedy odstraníme všechna sudá čísla. Zůstanou nám pouze lichá čísla:
```
1,    3,    5,    7,    9,     11,     13,     15,     17,     19,     21,     23,     25, …
```

Druhé přeživší číslo je 3, odstraníme tedy každé třetí číslo v posloupnosti. Odstraňujeme čísla z nově vzniklé posloupnosti, nikoli z původní. Odstraníme tak třetí číslo (tj. 5), šesté číslo (tj. 11) atd. Zůstává:
```
1,    3,          7,    9,             13,     15,             19,     21,             25, …
```

Třetí přeživší číslo v posloupnosti je 7, odstraníme každé sedmé číslo v posloupnosti. Sedmé číslo v předchozí posloupnosti je 19, žádné další již v ukázkové posloupnosti není. Zůstává:
```
1,    3,          7,    9,             13,     15,                     21,             25, …
```

Tyto kroky můžeme dělat do nekonečna. Ta čísla, která nám zůstanou, nazveme Příznivá čísla:
1, 3, 7, 9, 13, 15, 21, 25, 31, 33, 37, 43, 49, 51, 63, 67, 69, 73, 75, 79, 87, 93, 99, … (Posloupnost A000959 v databázi On-Line Encyclopedia of Integer Sequences)

## Vlastnosti
Tento termín byl definován v roce 1955 pány Gardinerem, Lazarem, Metropolisem a Ulamem. Příznivá čísla mají podobné vlastnosti jako prvočísla, například asymptotické rozložení podle prvočíselné věty. Stejně tak můžeme rozšířit platnost Goldbachovy hypotézy na příznivá čísla. Na druhou stranu všechna příznivá čísla jsou lichá, na rozdíl od prvočísel. Příznivých čísel je nekonečně mnoho. Příznivé prvočíslo je takové příznivé číslo, které je zároveň prvočíslem. Několik prvních příznivých prvočísel:
3, 7, 13, 31, 37, 43, 67, 73, 79, 127, 151, 163, 193, … (Posloupnost A031157 v databázi On-Line Encyclopedia of Integer Sequences)